# Ильменское сельское поселение (Октябрьский район)
Ильменское се́льское поселе́ние — муниципальное образование в Октябрьском районе Волгоградской области Российской Федерации.
Административный центр — хутор Ильмень-Суворовский.

## Население
| 2010  | 2012  | 2013  | 2014  | 2015  | 2016  | 2017  |
| ----- | ----- | ----- | ----- | ----- | ----- | ----- |
| 1143  | ↘1129 | ↘1125 | ↘1095 | ↘1077 | ↗1090 | ↘1086 |
| 2018  | 2019  | 2020  | 2021  |       |       |       |
| ↗1095 | ↗1107 | ↗1110 | ↘1101 |       |       |       |

## Состав сельского поселения
| № | Населённый пункт    | Тип населённого пункта        | Население |
| - | ------------------- | ----------------------------- | --------- |
| 1 | Верхнерубежный      | хутор                         | ↘243      |
| 2 | Ильмень-Суворовский | хутор, административный центр | ↗787      |
| 3 | Молокановский       | хутор                         | ↘113      |